# クサキョウチクトウ
クサキョウチクトウ（草夾竹桃、学名：Phlox paniculata)は、ハナシノブ科の多年草。観賞用植物として世界各国で栽培されている。
和名の「クサキョウチクトウ」は、渡来した明治時代から呼ばれているが、キョウチクトウ科とは全く関係がない。名前が長すぎるため大正期から戦後にかけて、園芸界では「オイランソウ」と呼ばれていた。1958年の売春防止法制定を機に「花魁（おいらん）」のイメージも余り良いものではなくなったため、現在では学名の英語読みであるフロックス・パニキュラータまたは宿根フロックスと呼ばれることが多くなっている。

## 形態・生態
草丈40–120センチメートル、茎は直立し、通常分枝しない。茎は無毛だが、上部で柔らかい毛があることもある。
花は通常6、7月咲きで、直径2センチメートルくらいの合弁花が数十輪比較的密な円錐花序を作って開花し、花序はよく作ると十数センチから20センチ以上になる。花色には青紫、藤色、紅、白などがあり、筒の部分が白く抜けるものもある。

## 分布
北アメリカ原産で、アメリカ合衆国北東部に分布する。

## 人間との関わり
アメリカ・イギリス・ドイツなどではかなりポピュラーな花壇用草花で、栄養繁殖系の品種が数百種作出されている。耐寒性はかなりあるが、高温多湿に弱く、花時が梅雨期と重なるため、東京以南の暑い地方ではよく育たないことが多い。北関東・東北や中部山岳地域では、比較的丈夫で育てやすい草花である。通常は、秋の9月頃に、株分けした苗を植え付ける。日当たりがよく、とくに水はけの良いことが必要である。株間は30センチメートルくらいにする。9月下旬ころにタネをまいて栽培することもできる。